# أولاد عون (النجدة 1)
أولاد عون هو دُوَّار يقع بجماعة جمعة مول البلاد، إقليم الخميسات، جهة الرباط سلا القنيطرة في المملكة المغربية. ينتمي الدوّار لمشيخة النجدة 1 التي تضم 4 دواوير. يقدر عدد سكانه بـ 706 نسمة حسب الإحصاء الرسمي للسكان والسكنى لسنة 2004.

## روابط خارجية
- البوابة الوطنية للجماعات الترابية
- المندوبية السامية للتخطيط